# Palais Dietrichstein (Graz)
 (septembre 2024).

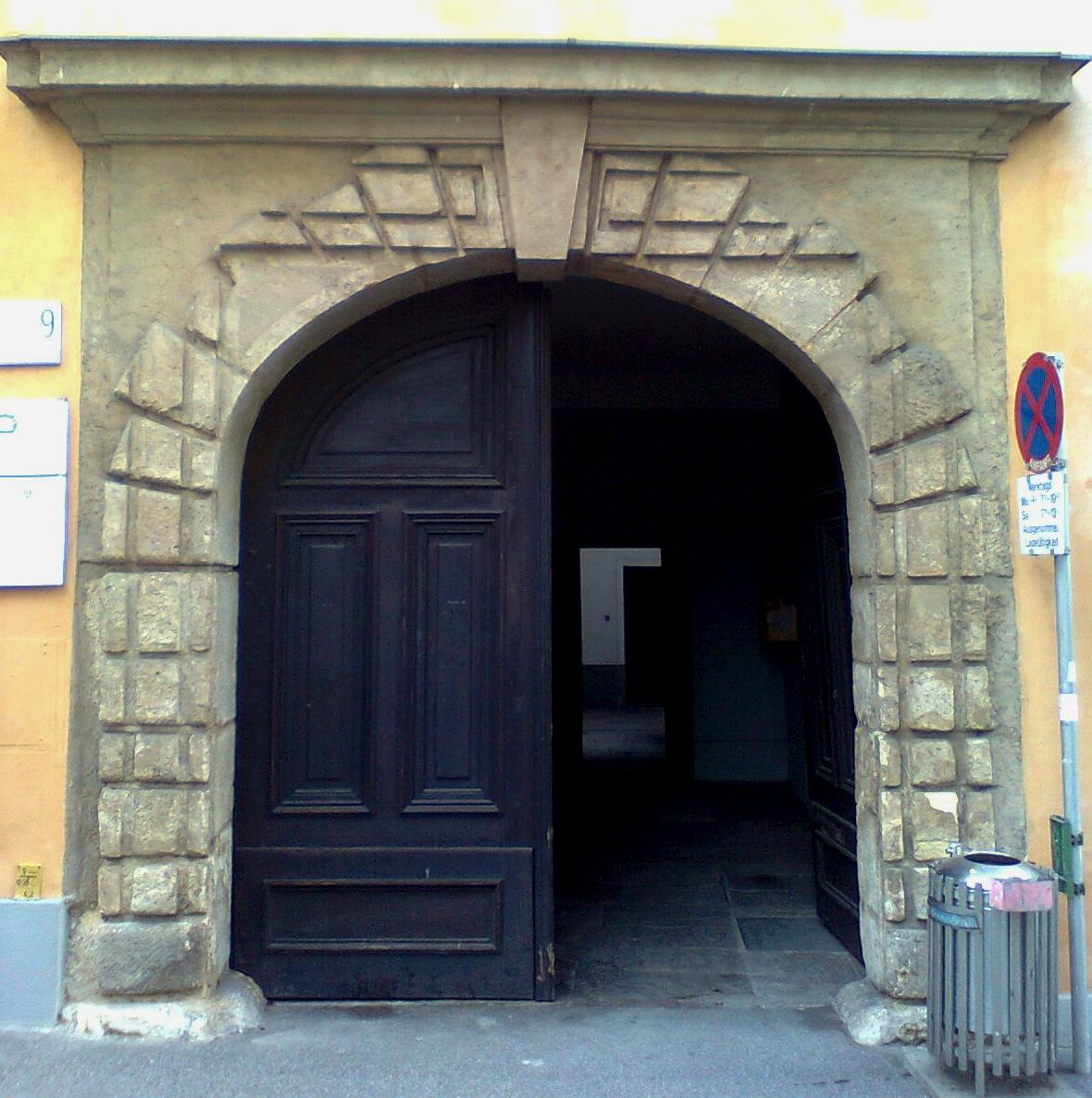
Portail

Le Palais Dietrichstein est un palais urbain de Graz, situé dans la Burggasse,  dans le quartier Innere Stadt.

## Histoire
Les premiers propriétaires du palais étaient la famille noble des comtes d'Herberstein, puis des comtes de Galler. De 1635 à 1803, il appartint à la famille Dietrichstein, qui donna au palais son nom actuel, jusqu'à ce qu'il appartienne à Franz Xaver von Fraydenegg et à ses héritiers en 1827 et, à partir de 1879, à la famille Conrad.

## Architecture
Le noyau du Palais Dietrichstein date du troisième quart du XVIe siècle. Le complexe de trois étages a été reconstruit en 1785 selon les plans de l'architecte Joseph Hueber. L'escalier avec son plafond en stuc, a été construit entre 1770 et 1775 et montre la transition entre le rococo et le classicisme. La grande salle du troisième étage avec ses voûtes en berceau est décorée de peintures représentant des scènes des Métamorphoses d'Ovide. Il y a également une riche décoration en stuc dans la pièce.

## Liens web
- Palais Dietrichstein (Graz). Dans : burgen-austria.com. Site Web privé de Martin Hammerl.

## Source de traduction
- (de) Cet article est partiellement ou en totalité issu de l’article de Wikipédia en allemand intitulé « Palais Dietrichstein (Graz) » (voir la liste des auteurs).